# Falsimalmus
Falsimalmus is een kevergeslacht uit de familie van de boktorren (Cerambycidae). De wetenschappelijke naam van het geslacht werd voor het eerst geldig gepubliceerd in 1956 door Breuning.

## Soorten
Falsimalmus is monotypisch en omvat slechts de volgende soort:
- Falsimalmus niger Breuning, 1956